# Gripenhielms generalkarta

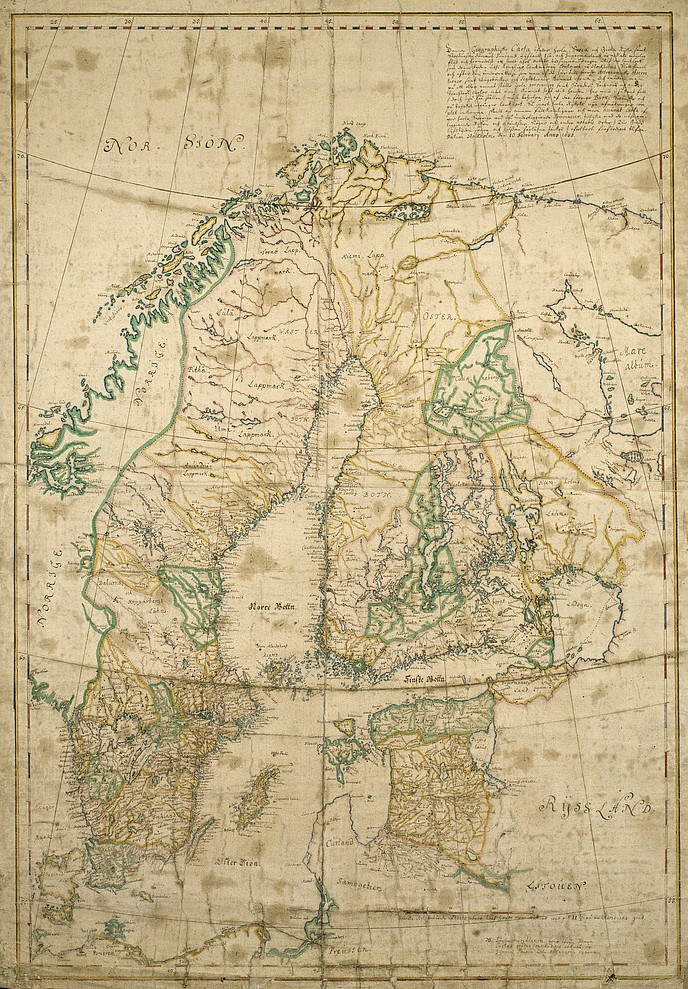
Gripenhielms karta över Svea- och Göta rike samt storfurstendömet Finland med mera, 1688

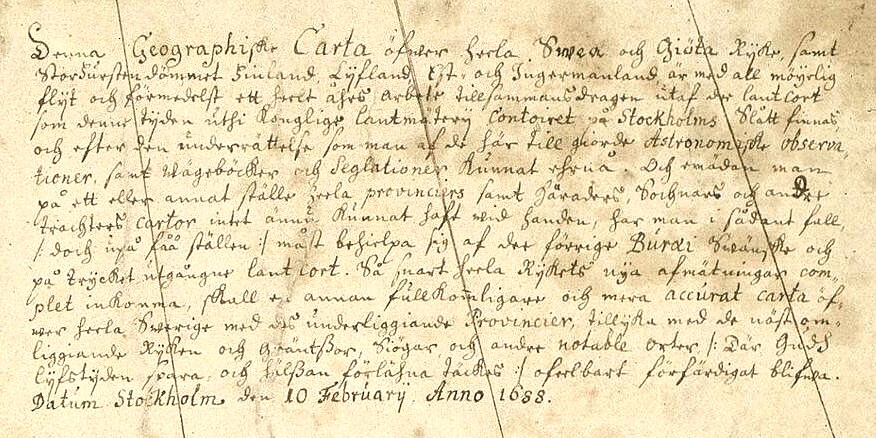
Gripenhielms beskrivning på kartan.
"Den 10 Februarij Anno 1688"

Gripenhielms generalkarta är Sveriges första generalkarta över "Svea och Göta rike samt storfurstendömet Finland" som upprättades av kartografen Carl Gripenhielm 1687–1688. Kartverket är utfört i skala 1:3 000 000 och förvaras idag på Kungliga biblioteket i Stockholm.

## Bakgrund
År 1683 utsåg Karl XI den då blott 29-årige Carl Gripenhielm till första direktören för hela det svenska lantmäteriet. I sin skriftliga motivering menade kungen att lantmätarna inte varit tillräckligt noggranna och nu behövde han någon kunnig person som kunde övervaka deras arbete. Bland de många kartverk som Gripenhielm sammanställde under sin korta levnadstid (han blev bara 39 år gammal) märks särskild Sveriges generalkarta från 1688 och Gripenhielms Mälarkarta från 1689.

## Kartans tillkomst
Under 1600-talet fanns tiotusentals gårds-, by- och stadskartor i olika skalor, dessutom existerade översiktskartor över socknar, härader och län. Materialet var ojämnt men tjänade ändå som underlag för den riksomfattande generalkartan som Gripenhielm upprättade åren 1687 till 1688. Där kartmaterial saknades fick han använda sig av Anders Bures Orbis Arctoi nova et accurata delineatio, en äldre karta över Norden från 1626. Även Fortifikationskontoret förfogade över egenuppmätta kartor, men dessa fick inte användas av Lantmäteriet. Samma gällde det nya Sjökarteverkets material över Sveriges kuster. Gripenhielms begäran hos kungen att få kopior av fortifikationskontorets och amiralitetets material avslogs.

## Kartans utförande och vidare öden
Trots det delvis bristfälliga utgångsmaterialet blev Gripenshielms generalkarta bättre än Anders Bures Orbis Arctoi nova från 1626. Den ger bland annat en korrektare bild av den skandinaviska halvön och av södra Sverige. Beträffande Lappland var dock Bures karta förebilden. 
Longituden räknade Gripenhielm från ön Palma (La Palma) "bland Kanarieöarna". Enligt hans egna ord antecknade på kartan den 10 februari 1688, upprättades kartan "med all möjligt flit förmedelst ett helt års arbete sammandragen utav de landkort som uti Kungl Lantmäterikontoret på Stockholms slott finnas".
Kartan omfattar "Svea och Giöta Rijke, samt storfurstendömmet Finland, Lijfland, Est- och Ingermanland". Generalkartan var inte avsedd för allmänheten utan betraktades som statshemlighet och förvarades, som man trodde, på ett säkert ställe. Först gömdes den på Slottet Tre Kronor och senare i Lantmäteristyrelsens hus vid Västra Trädgårdsgatan nr 2. 
Ändå försvann 1704 ett antal hemliga kartor från kontoret, bland dem även Gripenhielms generalkarta. Kartorna återfanns senare med stickmärken efter olaglig kopiering (vid kopiering överfördes viktiga kartpunkter via nålstick till ett nytt papper). 1706 utgavs en dålig kopia av Gripenhielms generalkarta i Paris. Dit hade den kommit via franska ambassaden i Stockholm. Några år senare trycktes den franska kartan i en mängd atlaser utgivna i Amsterdam. Idag förvaras kartans original på Kungliga biblioteket.

## Kartutsnitt i urval

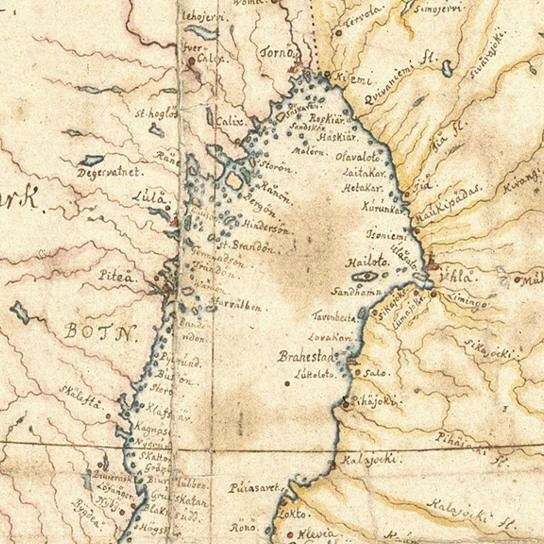
Del av Bottenviken
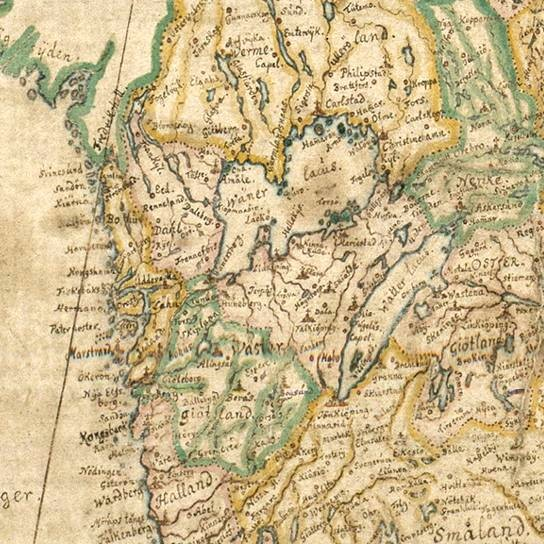
Del av Västsverige
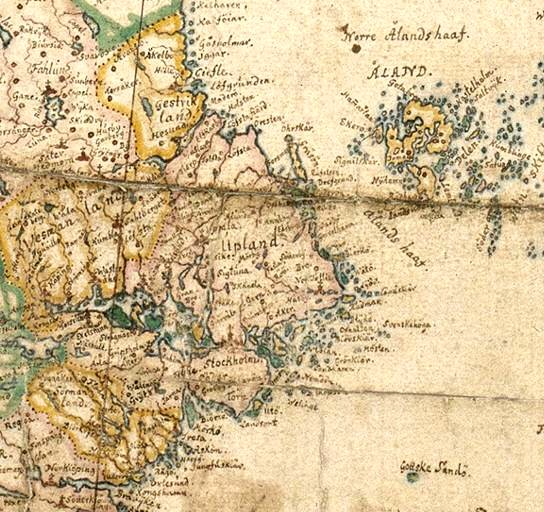
Del av östra  Mellansverige
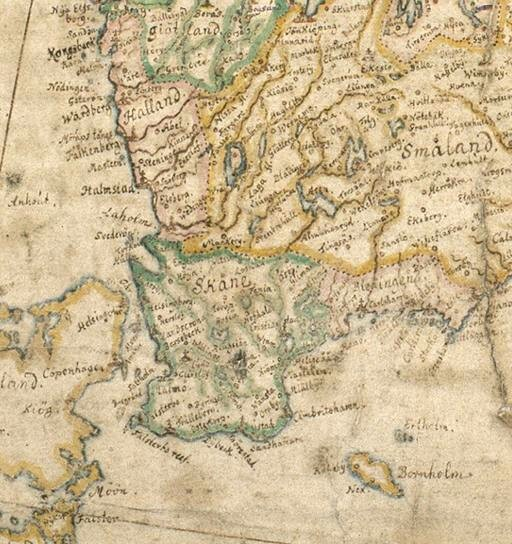
Del av södra Sverige
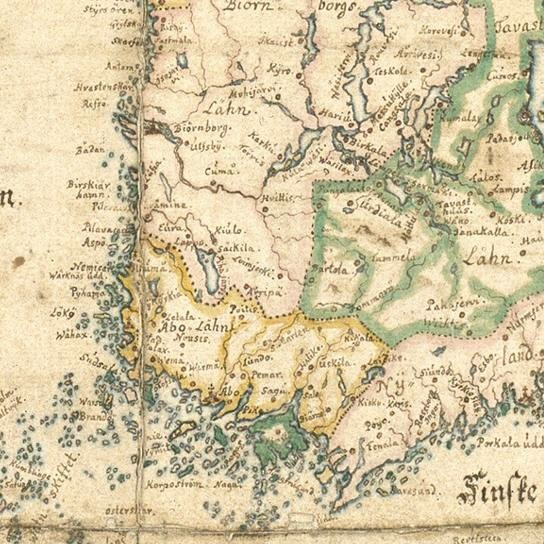
Del av södra Finland